# Sporophila atrirostris
El semillero piquinegro (en Ecuador) o  semillero de pico negro (en Perú) (Sporophila atrirostris) es una especie de ave paseriforme de la familia Thraupidae perteneciente al numeroso género Sporophila, anteriormente situada en el género Oryzoborus. Es nativo de América del Sur en el oeste de la Amazonia.

## Distribución y hábitat
Se distribuye en dos áreas disjuntas, por las tierras bajas a oriente de los Andes, desde el extremo suroeste de Colombia (Putumayo), por el este de Ecuador, hasta el este de Perú (Huánuco), y desde el sureste de Perú (Madre de Dios) hasta el norte de Bolivia (hasta el oeste de Beni).
Esta especie es considerada rara y local en sus hábitats naturales: las áreas de pastizales en humedales, arbustales alrededor de lagos y claros en regeneración, en tierras bajas y colinas amazónicas, en altitudes entre 200 y 1100 m.

## Sistemática

### Descripción original
La especie S. atrirostris fue descrita por primera vez por los zoólogos británicos Philip Lutley Sclater y Osbert Salvin en 1878 bajo el nombre científico Oryzoborus atrirostris; la localidad tipo es: «Moyobamba, San Martín, Perú».

### Etimología
El nombre genérico femenino Sporophila es una combinación de las palabras del griego «sporos»: semilla, y  «philos»: amante; y el nombre de la especie «atrirostris» se compone de las palabras del latín «ater»: negro, y «rostris»: de pico.

### Taxonomía
La presente especie, junto a otras cinco, estuvo tradicionalmente incluida en el género Oryzoborus, hasta que los estudios filogenéticos de Mason & Burns (2013) demostraron que estas especies y también Dolospingus fringilloides se encontraban embutidas dentro del género Sporophila. En la Propuesta N° 604 al Comité de Clasificación de Sudamérica (SACC) se aprobó la transferencia de dichas especies a Sporophila.
Los datos presentados por los amplios estudios filogenéticos recientes demostraron que la presente especie es hermana de Sporophila crassirostris y el par formado por ambas es hermano del par formado por S. maximiliani y S. nuttingi.

### Subespecies
Según las clasificaciones del Congreso Ornitológico Internacional (IOC) y Clements Checklist/eBird v.2019 se reconocen dos subespecies, con su correspondiente distribución geográfica:
- Sporophila atrirostris atrirostris (P.L. Sclater & Salvin), 1878 – sur de Colombia, este de Ecuador y norte y centro de Perú.
- Sporophila atrirostris gigantirostris (Bond & Meyer de Schauensee), 1939 – sureste de Perú y norte de Bolivia (Beni).